# Новий народний фронт
Новий народний фронт (фр. Nouveau Front populaire) — виборчий блок французьких лівих політичних партій, створений у червні 2024 року для участі у позачергових парламентських виборах на противагу ультраправому «Національному об'єднанню» та ліберальній пропрезидентській коаліції «Разом».

## Історія
9 червня 2024 року у Франції відбулися вибори до Європейського парламенту, на яких переконливу перемогу здобула ультраправа партія «Національне об'єднання». У результаті перемоги ультраправих президент Еммануель Макрон розпустив Національні збори та призначив позачергові парламентські вибори на кінець червня.
Реагуючи на розпуск парламенту, ліворадикальний політик Франсуа Рюффен закликав до створення коаліції лівих партій, які брали участь у виборах до Європарламенту окремо. Руффена підтримали керівники Французької комуністичної партії (Фаб'єн Руссель), «Екологи» (Марін Тондельє) та Соціалістичної партії (Олів'є Фор). До складу Фронту загалом увійшли колишні члени «Нового народного екологічного та соціального союзу» та ряду інших лівих партій та організацій.
Увечері 10 червня 2024 року було оголошено про створення Нового народного фронту на противагу ультраправій та президентській більшості. Назва коаліції відсилає до «старого» Народного фронту 1930-х.

## Програма
Новий народний фронт виступає за скасування статті 49 Конституції Франції, що дозволяє уряду приймати законопроєкти без схвалення Національних зборів, підтримує введення пропорційної системи та пропонує скликання конституційної асамблеї для розробки нової конституції та проголошення «Шостої республіки».
Новий народний фронт виступає за скасування пенсійної реформи 2023 року та зниження пенсійного віку до 60 років. Також фронт виступає за заморожування цін на предмети та товари першої необхідності, запровадження менструальної відпустки, підвищення мінімальної заробітної плати на 14% та повернення «податку на багатство», скасованого Макроном у 2017 році та запровадження нового податку на надприбутки.

## Склад

Карта округів за первинною партійною приналежністю кандидатів від Нового народного фронту

### Політичні партії
| Партія                                     | Партія | Партія                                          | Ідеологія                                                 | Позиція                     | Лідери                                  |
| ------------------------------------------ | ------ | ----------------------------------------------- | --------------------------------------------------------- | --------------------------- | --------------------------------------- |
| Непокірна Франція та союзники              |        |                                                 |                                                           |                             |                                         |
|                                            |        | Непокірна Франція                               | Демократичний соціалізм Лівий популізм                    | Ліві                        | Жан-Люк Меланшон Манюель Бомпар         |
|                                            |        | Ліва партія                                     | Демократичний соціалізм Лівий популізм                    | Ліві                        | Ерік Кокерель Данієль Сімоннет          |
|                                            |        | Разом                                           | Соціалізм Екосоціалізм                                    | Від лівих до ультралівих    | Колективне керівництво                  |
|                                            |        | Picardie Debout                                 | Лівий популізм Економічний націоналізм Регіоналізм        | Ліві                        | Франсуа Рюффан                          |
|                                            |        | Екологічна революція заради життя               | Веганізм Глибинна екологія                                | Ліві                        | Емерік Карон                            |
|                                            |        | Незалежнича робітнича партія                    | Марксизм                                                  | Від лівих до ультралівих    | Колективне керівництво                  |
|                                            |        | Rézistans Égalité 974                           | Демократичний соціалізм Регіоналізм                       | Від лівих до ультралівих    | Жан-Гюґ Ратенон                         |
|                                            |        | Péyi-A                                          | Незалежність Мартиніки                                    | Від лівоцентристів до лівих | Жан-Філіп Нілор Марселін Надо           |
|                                            |        | Екосоціалістична лівиця                         | Екосоціалізм                                              | Ліві                        | Колективне керівництво                  |
|                                            |        | Демократична та соціальна лівиця                | Демократичний соціалізм                                   | Ліві                        | Gérard Filoche                          |
|                                            |        | За популярну та соціальну екологію              | Екосоціалізм                                              | Ультраліві                  | Колективне керівництво                  |
| Екологи та союзники                        |        |                                                 |                                                           |                             |                                         |
|                                            |        | Екологи                                         | Зелена політика Альтерглобалізм                           | Від лівоцентристів до лівих | Марін Тондельєр                         |
|                                            |        | Génération·s                                    | Демократичний соціалізм Екосоціалізм                      | Від лівоцентристів до лівих | Бенуа Амон                              |
|                                            |        | Ельзаська альтернатива                          | Демократичний соціалізм Регіоналізм                       | Ліві                        |                                         |
|                                            |        | Ecology Generation                              | Зелена політика Екофемінізм                               | Ліві                        | Delphine Batho                          |
|                                            |        | Ensemble Sur Nos Territoires                    | Green politics Regionalism                                | Ліві                        | Ronan Dantec                            |
|                                            |        | Heiura-Les Verts                                | Green politics                                            | Ліві                        | Jacky Bryant                            |
| Соціалістична партія та союзники           |        |                                                 |                                                           |                             |                                         |
|                                            |        | Соціалістична партія                            | Соціал-демократія Демократичний соціалізм Пан'європеїзм   | Від лівоцентристів до лівих | Олів'є Форе                             |
|                                            |        | Громадське місце                                | Соціал-демократія                                         | Лівоцентристи               | Aurore Lalucq Raphaël Glucksmann        |
|                                            |        | Наш Париж                                       | Соціал-демократія Екосоціалізм Регіоналізм                | Від лівоцентристів до лівих | Анн Ідальґо                             |
|                                            |        | Прогресивно-демократична партія Гваделупи       | Соціал-демократія Постмарксизм                            | Від лівоцентристів до лівих | Jacques Bangou                          |
|                                            |        | Гвіанська соціалістична партія                  | Демократичний соціалізм Гвіанський автономізм             | Ліві                        | Marie-Josée Lalsie                      |
|                                            |        | Францисканський народний рух                    | Автономізм                                                | Ліві                        | Моріс Антісте                           |
|                                            |        | Martinican Progressive Party                    | Democratic socialism Autonomism                           | Ліві                        | Didier Laguerre                         |
|                                            |        | Build the Martinique Country                    | Post-Marxism Left-wing nationalism                        | Ліві                        | Pierre Samot                            |
|                                            |        | Le Progrès                                      | Social democracy Réunion regionalism                      | Лівоцентристи               | Patrick Lebreton                        |
| Французька комуністична партія та союзники |        |                                                 |                                                           |                             |                                         |
|                                            |        | Французька комуністична партія                  | Комунізм                                                  | Від лівих до ультралівих    | Fabien Roussel                          |
|                                            |        | Humains et dignes                               | Democratic socialism                                      | Ліві                        | Muriel Ressiguier                       |
|                                            |        | Республіканська та соціалістична лівиця         | Соціалізм                                                 | Ліві                        | Емманюель Морель                        |
|                                            |        | Ліворадикальна партія                           | Соціал-лібералізм                                         | Лівоцентристи               | Стефан Сан-Андре Ізабель Амальйо-Терісс |
|                                            |        | Зобов'язання                                    | Соціалізм                                                 | Centre-left to left-wing    | Arnaud Montebourg                       |
|                                            |        | Громадянський і республіканський рух            | Лівий голлізм Суверенізм                                  | Ліві                        | Jean-Luc Laurent                        |
|                                            |        | За Возз'єднання                                 | Демократичний соціалізм Постмарксизм Regionalism          | Ліві                        | Huguette Bello                          |
|                                            |        | Tāvini Huiraʻatira                              | Left-wing nationalism French Polynesian independence      | Від лівоцентристів до лівих | Oscar Temaru                            |
|                                            |        | Martinican Communist Party                      | Communism Martiniquean autonomism                         | Ультраліві                  | Georges Erichot                         |
|                                            |        | Communist Party of Réunion                      | Communism Regionalism                                     | Ультраліві                  | Élie Hoarau                             |
|                                            |        | Decolonization and Social Emancipation Movement | Guianese nationalism Marxism                              | Ультраліві                  | Fabien Canavy                           |
|                                            |        | Guadeloupe Communist Party                      | Communism Guadeloupean autonomism                         | Ультраліві                  | Alain-Félix Flémin                      |
|                                            |        | Martinican Independence Movement                | Martinican nationalism Decolonization                     | Ліві                        | Alfred Marie-Jeanne                     |
|                                            |        | Martinican Democratic Rally                     | Martinican autonomism Social democracy                    | Ліві                        | Claude Lise                             |
| Інші                                       |        |                                                 |                                                           |                             |                                         |
|                                            |        | New Anticapitalist Party – The Anticapitalist   | Socialism Anti-capitalism                                 | Ультраліві                  | Колективне керівництво                  |
|                                            |        | New Deal                                        | Progressivism                                             | Від лівоцентристів до лівих | Arnaud Lelache Aline Mouquet            |
|                                            |        | Movement of Progressives                        | Progressivism                                             | Від лівоцентристів до лівих | François Béchieau                       |
|                                            |        | Allons enfants                                  | Social liberalism                                         | Лівоцентристи               | Фелікс Давід-Рів'єр                     |
|                                            |        | Pirate Party                                    | Pirate politics Civil libertarianism                      | Синкретична                 | Колективне керівництво                  |
|                                            |        | Walwari                                         | Democratic socialism Social democracy Guianese autonomism | Від лівоцентристів до лівих | Christiane Taubira                      |
|                                            |        | Breton Democratic Union                         | Breton nationalism Left-wing nationalism                  | Ліві                        | Tifenn Siret Pierre-Emmanuel Marais     |
|                                            |        | Euskal Herria Bai                               | Abertzale left                                            | Ліві                        |                                         |
|                                            |        | Inseme a Manca                                  | Socialism Eco-socialism                                   | Ліві                        |                                         |
|                                            |        | Ghjuventù di Manca                              | Green politics Social justice                             | Ліві                        |                                         |
|                                            |        | A Manca                                         | Left-wing nationalism Corsican autonomy                   | Ультраліві                  |                                         |
|                                            |        | Union pour la Sécurité de Mayotte               | Mayotte regionalism                                       | Ліві                        |                                         |
|                                            |        | Ecologia Sulidaria                              | Green politics                                            | Ліві                        |                                         |

### Профспілки
| Union Confederation | Union Confederation                       | Leader(s)                          |
| ------------------- | ----------------------------------------- | ---------------------------------- |
|                     | General Confederation of Labour           | Sophie Binet                       |
|                     | French Democratic Confederation of Labour | Marylise Leon [fr]                 |
|                     | National Union of Autonomous Trade Unions | Laurent Escure [fr]                |
|                     | Fédération Syndicale Unitaire             | Benoît Teste                       |
|                     | Union syndicale Solidaires                | Julie Ferrua and Murielle Guilbert |

### Громадські організації
| Organization | Organization | Organization                                                                    | Ideology                      | Political position | Leader(s)              |
| ------------ | ------------ | ------------------------------------------------------------------------------- | ----------------------------- | ------------------ | ---------------------- |
|              |              | Association for the Taxation of Financial Transactions and for Citizens' Action | Alter-globalisation Tobin tax | Ліві               | Колективне керівництво |
|              |              | Jeune Garde Antifasciste                                                        | Anti-fascism                  | Ультраліві         | Колективне керівництво |
|              |              | Association Démocratie Écologie Solidarité                                      | Eco-socialism                 | Ліві               | Колективне керівництво |
|              |              | Révolution                                                                      | Trotskyism                    | Ультраліві         | Колективне керівництво |

### Зовнішня підтримка
| Party | Party | Party                                                   | Ideology                     | Political position | Leader(s)         |
| ----- | ----- | ------------------------------------------------------- | ---------------------------- | ------------------ | ----------------- |
|       |       | Radical Party of the Left                               | Social liberalism Radicalism | Лівоцентристи      | Guillaume Lacroix |
|       |       | Citizenship, Action, Participation for the 21st Century | Green liberalism             | Centre             | Corinne Lepage    |